# روي أسكيفولد
روي أسكيفولد (بالنرويجية البوكمول: Roy Askevold)‏ (1 يوليو 1935 – 30 مارس 2005) هو ملاكم نرويجي راحل، مثّل بلاده في الألعاب الأولمبية الصيفية 1960.

## روابط خارجية
روي أسكيفولد على موقع أوليمبيديا (الإنجليزية)